# Golshifteh Farahani
Pour les articles homonymes, voir Farahani.
Rahavard Farahani, dite Golshifteh Farahani (en persan : گلشیفته فراهانی), née le 10 juillet 1983 à Téhéran, est une actrice et chanteuse franco-iranienne.

## Biographie

### Jeunesse et révélation
Rahavard Farahani est née le 10 juillet 1983 à Téhéran. Elle est la fille de l'acteur et metteur en scène de théâtre Behzad Farahani (en) et de la comédienne et peintre Fahimeh Rahimnia. Son père, opposant de gauche au chah[Lequel ?] puis à l’ayatollah Khomeini, lui donne un second prénom persan unique, en complément de son prénom officiel Rahavard, composé de گل, « fleur », et شیفته, « épris, éprise », qui signifie « éprise de fleur ». Elle a une sœur et un frère aînés : Shaghayegh Farahani (en), actrice ; Azarakhsh Farahani, musicien et peintre.
Golshifteh Farahani est une enfant virtuose : jonglant avec les gammes au piano dès l'âge de 6 ans, elle intègre à 12 ans l'école de musique de Téhéran. Sélectionnée pour se présenter au conservatoire de Vienne, elle refuse cette possibilité, voulant rester en Iran. Elle se passionne alors pour le théâtre.
Entre-temps, elle tourne son premier film, Le Poirier, drame romantique du réalisateur iranien Dariush Mehrjui qui lui vaut le prix de la meilleure actrice au Festival du film de Fajr. Elle n'a que 14 ans, mais elle est résolue à rester dans le cinéma. Dès lors, la jeune fille trilingue (persan, anglais, français) enchaîne les tournages, alignant dix-neuf films en dix ans. Adolescente, elle est attaquée à l’acide en pleine ville par un homme qui la jugeait insuffisamment « couverte ». Elle est protégée par son sac à dos et son manteau, l'acide ne causant que quelques brûlures à la main. Pour pouvoir se promener librement dans Téhéran, elle décide de se raser la tête et de s'habiller comme un garçon.
Le public étranger, notamment français, la découvre en 2003 dans le film Deux Anges de Mamad Haghighat, qui célèbre la passion d'adolescents iraniens pour la musique, et Boutique de Hamid Nematollah, où son rôle d'Eti lui vaut le prix de la meilleure actrice au Festival des trois continents de Nantes.

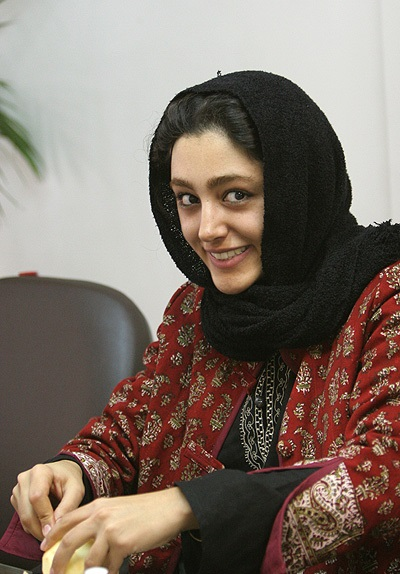
La comédienne à la conférence de presse pour M for Mother, en novembre 2006.

Elle participe ensuite à l'aventure de Bab'Aziz, le prince qui contemplait son âme, incarne le rôle-titre de Niwemang (Demi-lune, titre français), road movie de Bahman Ghobadi autour de la musique kurde — censuré en Iran —, puis une femme enceinte, contaminée par les armes chimiques pendant le conflit Iran-Irak, dans M comme mère (2006).
Revue en 2007 dans Chacun son Cinéma, collectif prestigieux de trente-trois courts-métrages, Golshifteh Farahani voit sa cote internationale s'envoler en 2008 avec Mensonges d'État. En décrochant au côté de Leonardo DiCaprio le rôle féminin du thriller de Ridley Scott, elle devient la première actrice iranienne à franchir les portes d'Hollywood depuis la révolution islamique de 1979.
Le fait qu'elle participe à la conférence de presse sans voile irrite le pouvoir qui lui signifie, en août 2008, une interdiction temporaire de sortie du territoire et lui confisque son passeport,. Elle réussit cependant à quitter le pays pour rejoindre les tournages où elle est engagée, mais vit ensuite en exil de peur de regagner son pays,. « On dit que je ne peux pas retourner en Iran parce que j'ai enlevé mon voile le soir de la première de Mensonges d'État, de Ridley Scott. La vérité est ailleurs : comme je travaillais avec des Américains, le gouvernement iranien a pensé que j'étais une espionne. Mon sort était scellé et je ne pouvais plus rentrer. Retirer mon voile ou poser nue ont juste aggravé mon cas. » déclare l'actrice en 2024 à Madame Figaro.
Elle se réfugie alors en France où elle trouve la liberté dont elle a toujours rêvé, elle affirme : « Paris est le seul endroit de la planète où les femmes ne sont pas coupables. En Orient, tu l'es tout le temps ».

### Carrière internationale

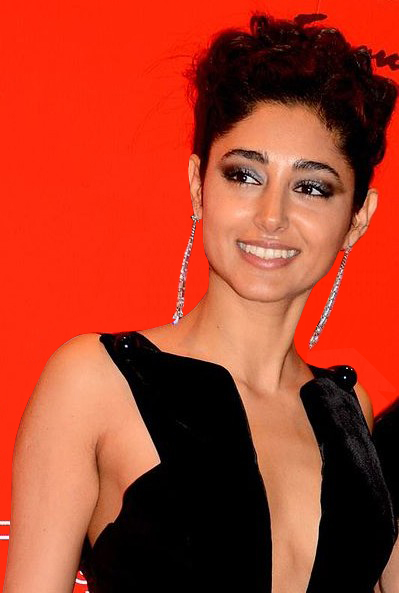
L'actrice à la cérémonie des Césars 2014.

Golshifteh Farahani termine le tournage du film Au prix du sang de Roland Joffé, et vit alors à Paris avec son mari, Amin Mahdavi.
En 2009, elle est à l’affiche d'À propos d'Elly d'Asghar Farhadi dans le rôle principal de Sepideh. Le film reçoit l'ours d'argent du meilleur réalisateur lors de la Berlinale 2009.
En 2011, elle partage l'affiche avec Louis Garrel et Vincent Macaigne dans La Règle de trois, troisième court-métrage de Louis Garrel qui reçoit le prix Jean-Vigo du court-métrage.
En 2012, elle partage l'affiche du téléfilm franco-anglo-américain Just Like a Woman avec Sienna Miller, sous la direction de Rachid Bouchareb. Puis en 2013, elle est la vedette du drame kurde My Sweet Pepper Land, d'Hiner Saleem, qui est présenté au Festival de Cannes, dans la collection « Un Certain Regard ».
En 2013, à la Mostra de Venise, elle est membre du jury du prix Horizon présidé par Paul Schrader. La même année, elle fait partie du jury du Festival international du film de Marrakech présidé par Martin Scorsese.
L'année 2014 est marquée par la sortie de trois films : elle figure dans la distribution du film biographique français Eden, de Mia Hansen-Løve ; elle tient le premier rôle féminin du drame politique américain Rosewater, première réalisation de l'animateur de télévision, humoriste et satiriste américain Jon Stewart ; elle prête ses traits à Néfertari dans le blockbuster Exodus: Gods and Kings, qui lui permet de retrouver Ridley Scott.
D'autres retrouvailles sont pour l'année suivante, celles avec Louis Garrel et Vincent Macaigne pour Les Deux Amis, premier long-métrage de Louis Garrel. La même année, elle tient le premier rôle d'une co-production internationale indépendante, Go Home, de Jihane Chouaib.
Trois nouveaux films sortent en 2016 : elle donne la réplique à Antonio Banderas pour le drame historique franco-espagnol Altamira, de Hugh Hudson ; puis elle prête ses traits à Mme de Réan dans Les Malheurs de Sophie, de Christophe Honoré, d'après l'œuvre éponyme de la comtesse de Ségur ; enfin, elle partage l'affiche du remarqué drame indépendant américain Paterson avec Adam Driver, devant la caméra de Jim Jarmusch.
En mai de la même année, elle monte sur les planches pour la première fois et interprète Anna Karénine de Léon Tolstoï dans une mise en scène de Gaëtan Vassart au théâtre de la Tempête à la Cartoucherie de Vincennes.
L'année 2017 la voit défendre quatre longs métrages très différents : elle est la tête d'affiche d'une coproduction internationale indépendante, Le Dossier Mona Lina, écrit et réalisé par Eran Riklis ; puis elle tient un second rôle dans le blockbuster américain Pirates des Caraïbes : La Vengeance de Salazar, cinquième chapitre de la saga portée par Johnny Depp ; elle partage l'affiche du drame indien The Song of Scorpions, d'Anup Singh, avec Irfan Khan ; enfin, elle joue une mère de famille française dans le film évènement du scénariste et réalisateur Alain Chabat, Santa et Cie.

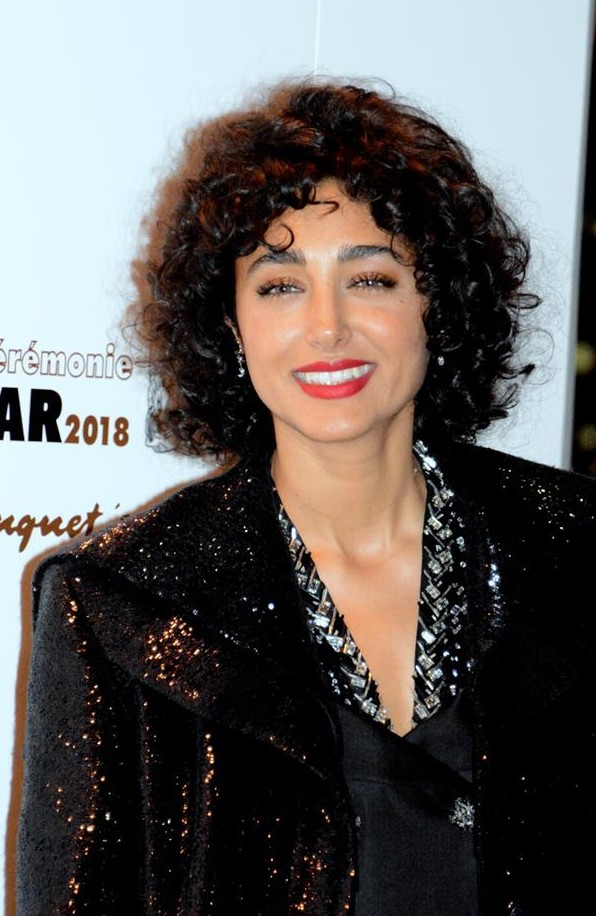
À la cérémonie des Césars 2018.

En 2018, elle tient un second rôle dans le remake américain du succès français Intouchables, intitulé Sous un autre jour, mis en scène par Neil Burger ; elle s'aventure dans le cinéma d'horreur avec le film de zombies français La nuit a dévoré le monde, de Dominique Rocher. Enfin, elle partage l'affiche du drame Les Filles du soleil, écrit et réalisé par Eva Husson, avec Emmanuelle Bercot. Le long métrage est présenté au Festival de Cannes.
Dans le clip de la chanson Paradis du chanteur Orelsan, elle interprète le rôle de sa compagne.
En mars 2019, elle reçoit au Festival du Printemps Persan à Hambourg le Hamburg Award for Cultural Freedom (Prix de Hambourg pour la liberté culturelle) avec Zar Amir Ebrahimi.

### Controverses
En 2012, Golshifteh Farahani montre le bout d'un sein dans une vidéo pour les César. Un représentant de la cour suprême d'Iran, enragé par cet acte, convoque son père et le menace sévèrement. En 2015, la revue Égoïste publie en couverture une photo de Golshifteh Farahani nue, prise deux ans plus tôt par Paolo Roversi,.

### Prises de position
Même s'ils ne sont pas des opposants politiques, ses parents désapprouvent le régime et Golshifteh se proclame libre depuis toute petite refusant les normes imposées dans son pays. Elle défie les autorités dans les années 1990 en mangeant des choux à la crème sur la place principale de Téhéran dans une journée en période de Ramadan. Refusant aussi de porter le voile, elle se rase la tête et se serre la poitrine avec une bande de tissu pour ressembler à un garçon et pouvoir circuler librement dans Téhéran.
Exilée depuis 2008, l'actrice défend la jeune génération, qui se révolte en Iran à partir de septembre 2022 : « Cette génération Z n’a connu ni la révolution ni la guerre, elle est née dans le marasme, coincée dans un pays qui est une dictature. Mais elle a Instagram, TikTok, elle sait ce qu’il se passe dans le monde, elle est irrévérencieuse, sans complexe ni timidité. J’ai l’impression qu’elle ne craint rien »,.
En 2022, l'actrice revient sur la sortie du film Mensonges d'État en 2008 qui a entraîné des sanctions de la part du régime iranien la poussant à l'exil : « Lorsque je me suis permis d'apparaître la tête découverte, à 24 ans, à New York, le soir de la première du film de Ridley Scott dans lequel je jouais, tout le pays m'est tombé dessus. C'est comme si j'avais lancé une bombe atomique. Personne ne m'a soutenue. Personne ! Pas même le réalisateur Asghar Farhadi, avec qui je venais de tourner À propos d'Elly et qui m'a bannie ».

### Vie privée
En 2003, Golshifteh Farahani épouse Amin Mahdavi, frère de la décoratrice India Mahdavi. Ils divorcent en 2011.
Elle a été la compagne de Louis Garrel, réalisateur et son partenaire dans Les Deux Amis (sorti en 2015). Elle se sépare de Garrel qu'elle voit comme « un génie », et avec qui elle a vécu « une expérience enrichissante mais difficile à vivre à cause de ses réactions sur le tournage, […] pour la première fois, j'ai eu l'impression d'être une mauvaise actrice […] et une fois le tournage terminé, j'étais complètement détruite. » Dans la même interview, elle déclare vouloir quitter la France à cause de sa bureaucratie et des « bâtons dans les roues que lui a mis la banque. »
Dans le magazine Grazia du 3 septembre 2015, elle confie avoir épousé un Français d'origine australienne, le psychologue Christos Dorje Walker, cinq mois auparavant,. En mai 2018, elle déclare être séparée de son mari.
En 2018, elle déclare qu'après « avoir vécu huit ans à Paris », elle « se partage désormais entre Porto et Ibiza, avec une préférence pour l’île des Baléares. »

### Dans les livres
Golshifteh Farahani sert de modèle au personnage de Sheyda dans l'ouvrage de la romancière Nahal Tajadod intitulé Elle joue (Albin Michel, 2012). La vie de ce personnage d'actrice iranienne s'inspire largement de sa vie réelle.
Elle a témoigné dans le livre Nous n'avons pas peur : le courage des femmes iraniennes paru aux Éditions du Faubourg en mars 2024, qui rassemble les voix de seize femmes iraniennes recueillies par Düzen Tekkal et Natalie Amiri et traduit de l'allemand par Mathilde Ramadier.

## Filmographie
Sauf indication contraire, les informations mentionnées dans cette section peuvent être confirmées par la base de données cinématographiques IMDb,  présente dans la section « Liens externes ».

### Cinéma
- 1997 : Le Poirier (Derakht-e golabi) de Dariush Mehrjui : M
- 2000 : Haft Pardeh de Farzad Motamen : L'ange
- 2001 : Zamaneh de Hamid Reza Salahmand : Zamaneh
- 2002 : Jayee digar de Mehdi Karampoor
- 2003 : Deux Anges (Do fereshteh) de Mamad Haghighat : Azar
- 2003 : Boutique de Hamid Nematollah : Eti
- 2004 : Les Larmes du Froid (Ashk-e sarma) d'Azizollah Hamidnezhad : Ronak
- 2005 : Bab'Aziz, le prince qui contemplait son âme de Nacer Khemir : Nour
- 2005 : Mahiha ashegh mishavand (Les Poissons tombent amoureux) d'Ali Rafie : Touka
- 2005 : Au nom du père (Bé nam-e pedar) d'Ebrahim Hatamikia : Habibeh
- 2006 : Gis Borideh de Jamshid Heydari : Mariam
- 2006 : Demi-lune (Niwemang) de Bahman Ghobadi : Niwemang
- 2007 : Mim mesle madar de Rasool Mollagholi Poor : Sepideh
- 2007 : Santouri de Dariush Mehrjui : Hanieh
- 2008 : Shirin d'Abbas Kiarostami : Une femme dans l'assistance
- 2008 : There's always a woman in between (Hamisheh paye yek zan dar miyan ast) de Kamal Tabrizi : Mariam
- 2008 : Le Mur (Divar) de Mohammad-Ali Talebi : Setareh
- 2008 : Mensonges d'État (Body of Lies) de Ridley Scott : Aisha
- 2009 : À propos d'Elly (Darbareye Elly) d'Asghar Farhadi : Sepideh[22]
- 2010 : Au prix du sang de Roland Joffé : Leila
- 2011 : Si tu meurs, je te tue d'Hiner Saleem : Siba[23]
- 2011 : Poulet aux prunes de Marjane Satrapi et Vincent Paronnaud : Irâne[24]
- 2012 : Syngué Sabour, pierre de patience d'Atiq Rahimi : La femme[25]
- 2012 : La Règle de trois de Louis Garrel : Marie
- 2012 : Just Like a Woman de Rachid Bouchareb : Mona
- 2013 : My Sweet Pepper Land d'Hiner Saleem : Govend[26]
- 2014 : Eden de Mia Hansen-Løve : Yasmin
- 2014 : Rosewater de Jon Stewart : Maryam
- 2014 : Exodus: Gods and Kings de Ridley Scott : Néfertari[27]
- 2015 : Les Deux Amis de Louis Garrel : Mona Dessaint
- 2015 : Go Home de Jihane Chouaib : Nada
- 2016 : Altamira de Hugh Hudson : Conchita
- 2016 : Les Malheurs de Sophie de Christophe Honoré : Madame de Réan
- 2016 : Paterson de Jim Jarmusch : Laura
- 2017 : Le Dossier Mona Lina (Shelter) d'Eran Riklis : Mona
- 2017 : Pirates des Caraïbes : La Vengeance de Salazar (Pirates of the Caribbean : Dead men tell no tales) de Joachim Ronning et Espen Sandberg : Shansa
- 2017 : The Song of Scorpions d'Anup Singh : Nooran
- 2017 : Sous un autre jour (The Upside) de Neil Burger : Magana Gupta
- 2017 : Santa et Cie d'Alain Chabat : Amélie
- 2018 : La nuit a dévoré le monde de Dominique Rocher : Sarah
- 2018 : Les Filles du soleil d'Eva Husson : Bahar[28]
- 2019 : L'Angle mort de Pierre Trividic et Patrick Mario Bernard : Elham
- 2019 : Un divan à Tunis de Manele Labidi : Selma[29]
- 2020 : Tyler Rake (Extraction) de Sam Hargrave : Nik Khan
- 2022 : Frère et Sœur d'Arnaud Desplechin : Faunia
- 2022 : Une comédie romantique de Thibault Segouin : Salomé[30]
- 2023 : Tyler Rake 2 de Sam Hargrave : Nik Khan
- 2023 : Roqya de Saïd Belktibia : Nour
- 2024 : William Tell de Nick Hamm : Suna
- 2024 : Lire Lolita à Téhéran d'Eran Riklis : Azar Nafisi
- 2025 : Alpha de Julia Ducournau : Maman
- 2025 : The Things That Hurts d'Arnaud Desplechin

### Télévision
- 2021 : Invasion (série télévisée) : Aneesha Malik
- 2021 : VTC (série) : Nora[31]

### Clips
- 2014 : Pola de Jabberwocky
- 2018 : Paradis d'Orelsan

### Doublage - voix
- 2017 : Parvana, une enfance en Afghanistan de Nora Twomey : Parvana[32]
- 2024 : Sinjar, naissance des fantômes d'Alexe Liebert : narratrice

## Musique

### Piano
Dans une scène du film Si tu meurs, je te tue réalisé par Hiner Saleem et sorti en 2011, Golshifteh Farahani joue du piano, qu'elle a travaillé au conservatoire dans sa jeunesse à un excellent niveau[réf. nécessaire].
En mai et juin 2016, on la voit pianiste dans Anna Karénine, au théâtre de la Tempête.
Dans plusieurs scènes du film Altamira réalisé par Hugh Hudson et sorti en 2016, elle interprète au piano plusieurs morceaux de musique romantique.

### Hang
Dans le film My Sweet Pepper Land, elle compose elle-même et interprète les musiques du film avec le hang instrument à percussion. L’été, il lui arrive de jouer du hang sur le parvis de Notre-Dame de Paris[réf. nécessaire].

### Guitare
Dans le film Paterson de Jim Jarmusch, elle commande une guitare et chante en s'en accompagnant après un jour d'apprentissage.

## Théâtre
- 2016 : Anna Karénine de Léon Tolstoï, mise en scène de Gaëtan Vassart au théâtre de la Tempête à la Cartoucherie de Paris[5]

## Festivals
- Festival de Locarno 2010 : membre du jury, présidé par Eric Khoo[34]
- Berlinale 2023 : membre du jury[35], présidé par Kristen Stewart
- Festival du cinéma américain de Deauville 2025 : présidente du jury[36]

## Distinctions

### Décoration
- Chevalière de l'ordre national du Mérite (France), le 24 novembre 2021[37]

### Récompenses
- Festival du film de Fajr 1998 : Simorgh de cristal (meilleure actrice, compétition internationale) pour Le Poirier[38]
- Festival des trois continents 2004 : meilleure actrice pour Boutique
- Festival de San Sebastian 2006 : meilleure actrice pour Niwemang[39]
- Festival international du film de Gijón 2012 : meilleure actrice pour Syngué Sabour, pierre de patience
- Festival de la fiction TV de La Rochelle 2012 : meilleure interprétation féminine pour Just Like a Woman (récompense partagée avec Sienna Miller) [40]
- Prix Danielle-Mitterrand 2018 : lutte pour la justice et les libertés[4]
- Festival du Printemps Persan 2019 : Hamburg Award for Cultural Freedom (German-Iranian Diwan Association)[11]

### Nominations
- Asia Pacific Screen Awards 2009 : meilleure actrice pour À propos d'Elly
- Asia Pacific Screen Awards 2013 : meilleure actrice pour My Sweet Pepper Land
- Asian Film Awards 2013 : meilleure actrice et de l'actrice favorite du public pour Syngué Sabour, pierre de patience
- César 2014 : César du meilleur espoir féminin pour Syngué sabour. Pierre de patience
- Prix Lumières 2016 : Lumière de la révélation féminine pour Les Deux Amis

#### Presse
- Mathilde Cesbron, « Golshifteh Farahani : “Je voulais qu'on regarde ce corps…” », Le Point, Paris, Société d'exploitation de l'hebdomadaire Le Point-Hebdo, no 2385,‎ 17 mai 2018, p. 108-111.
- « Soutenons les Iraniens : "Soyez leur voix" », Elle, no 4023,‎ 26 janvier 2023, p. 9-15